# Antagonista (umění)
Antagonista (starořecky ανταγωνιστής, oponent, rival, vyzývatel) je v literatuře, múzickém umění a filmovém umění či počítačových hrách postava (případně skupina postav nebo instituce), která koná v opozici vůči protagonistovi (hlavní postavě, hrdinovi, klíčové postavě).
Například v Shakespeareově tragédii Othello je Jago antagonistou Othella. V Hugově Chrámu Matky Boží v Paříži je antagonistou arcijáhen z Notre-Dame Claudius Frollo (protagonistou je Quasimodo).
Klasický literární příběh je nesen dvěma hlavními postavami – protagonistou (hrdinou) a antagonistou. Obecně však antagonista nemusí být morálně negativní postavou, ale je charakteristický tím, že jedná proti protagonistovi. Příkladem mohou být policisté a detektivové v románech o lupiči-gentlemanovi Arsènu Lupinovi (autorem je 	Maurice Leblanc) nebo Andrej Štolc, přítel Oblomova, protagonisty románu Oblomov Ivana Alexandroviče Gončarova.